# Calfred
|  | Per a altres significats, vegeu «Calfred (pel·lícula)». |

Un calfred, escalfred, ariçonada, tremolí, esgarrifança o escarrufament és una	sensació de calor i fred alhora, amb estremiment o tremolor, que generalment precedeix l'aparició de febre, característica d'algunes indisposicions i malalties. També és una sensació de fred quan el cos s'exposa a un ambient de menor temperatura, així com una fase de tremolors juntament amb pal·lidesa. La "pell de gallina" està associada amb la sensació de fred, si bé no té per què estar relacionada amb febre o calfred.
Són freqüents en la fase inicial d'una infecció i solen estar associats amb la febre. Estan motivats per ràpides relaxacions i contraccions dels músculs i no són altra cosa que una forma de generar calor quan el cos sent que fa fred. També és un símptoma característic de malalties com la malària.